# José Moreira
José Filipe da Silva Moreira OIH (Oporto, Portugal; 20 de marzo de 1982) es un exfutbolista portugués que jugaba como portero. Actualmente es entrenador de porteros del Al-Hilal Saudi Football Club de la Liga Profesional Saudí.
Pasó la mayor parte de su carrera en el Benfica, apareciendo en 148 partidos oficiales y debutando con solo 19 años. También compitió en Gales y Chipre.
Moreira jugó 79 partidos con Portugal en todos los niveles juveniles y fue llamado a la selección absoluta para la Eurocopa 2004.

## Trayectoria

### Primeros años
Moreira, inicialmente, prefirió jugar como centrocampista ofensivo en sus primeros años de carrera, pero siguiendo el consejo de su padre, pronto cambió su posición de juego y se unió al SC Salgueiros.
En 1997, con solo 15 años, Moreira llamó la atención de los equipos portugueses más importantes: Sporting de Lisboa, FC Porto, Boavista FC y el Benfica. Este último hizo la mejor oferta a Salgueiros y ganó la carrera por fichar al joven pero, debido a su corta edad, decidió que lo mejor era mantenerlo en el club dos años más; cuando llegó al Estádio da Luz fue convocado para una mini gira con el equipo principal en las islas Azores, llegando a hacer su debut no oficial en la categoría absoluta.

### Benfica
En 1999, Moreira fue seleccionado por el seleccionador portugués sub-18 Agostinho Oliveira para el Campeonato de Europa de la UEFA disputado Suecia, y la selección nacional ganó el título. Posteriormente regresó al Benfica siendo llamado por el entrenador del equipo Jupp Heynckes para incorporarse a la gira de pretemporada en Austria. En ese momento, dos de los tres porteros senior no estaban disponibles (Carlos Bossio estaba en Argentina y Nuno Santos estaba lesionado, dejando a Robert Enke como único portero disponible); sin competencia para el banco de suplentes fue convocado para varios partidos durante agosto y diciembre de 1999, pero solo jugaría dos años después en un partido en casa contra el Vitória de Guimarães, reemplazando al lesionado Enke a los 24 minutos y dejando la portería a cero en su debut profesional.
Moreira también tuvo tiempo de conquistar el campeonato nacional juvenil en 2000 con su selección nacional, sumando el Torneo de Toulon con la sub-20 tras vencer en la final a Colombia. Comenzó el 9 de marzo de 2002 con una victoria por 2-0 en el Gil Vicente, y cuando German Enke se fue al final de la temporada para firmar con el FC Barcelona de España, se convirtió en la primera opción a partir de ese momento.
Moreira hizo su debut en competiciones europeas durante la temporada 2003-04 jugando en la Copa de la UEFA contra el Molde FK (en casa, en una victoria por 3-1). La temporada finalizó con el Benfica, dirigido por José Antonio Camacho, conquistando la Copa de Portugal tras vencer al Oporto dirigido por José Mourinho; renovó su vínculo en abril de 2004 hasta 2010, poco después de unirse a la selección de Portugal B para el Torneo Internacional Vale do Tejo para ganar el torneo y ser elegido mejor portero de la competición.
Con la llegada de Quim procedente del Braga en agosto de 2004, Moreira comenzó a sufrir una dura competencia por el puesto de titular. Contribuyó con 15 juegos cuando el equipo ganó el título de Primeira Liga después de 11 años pero, el 18 de octubre de 2005, se sometió a una cirugía en la rodilla derecha, lo que hizo que se perdiera la mayor parte de 2005-06. 
A su regreso a la competencia,Moreira se vio obligado a competir por las funciones de portero suplente con el recién fichado brasileño Marcelo Moretto, lo mismo que sucedió en la temporada 2006-07. Moretto luego fue cedido al AEK de Grecia en agosto de 2007.
La campaña 2007-08 trajo un nuevo desafío para Moreira, ya que el club fichó a Hans-Jörg Butt de 33 años, conocido por lanzar tiros libres y penales. Sufrió otra lesión durante la pretemporada, esta vez en la rodilla izquierda, lo que le obligó a ser nuevamente intervenido quirúrgicamente y estar cuatro meses de baja.
En una turbulenta temporada 2008-09, donde los tres porteros pasaron de la primera a la tercera opción en cuestión de semanas, Moreira apareció en 14 partidos de liga, y el Benfica terminó tercero. Tras la llegada de otro brasileño, Júlio César, fichado procedente del Os Belenenses en la próxima temporada baja junto al técnico Jorge Jesus, fue relegado a la tercera opción. En junio de 2010 como no se renovó su contrato parecía que dejaría el club después de un vínculo de 11 años, y surgieron especulaciones de que se uniría al Sporting de Lisboa; después de que Quim fuera liberado del club, sin embargo, más tarde se reincorporó al Braga, finalmente firmó un nuevo contrato de tres años.
Moreira volvió a ser la tercera opción en la temporada 2010-11, detrás de César y el recién fichado Roberto. Apareció en varios partidos de la Copa de la Liga de Portugal, incluida la final contra Paços de Ferreira donde detuvo un penalti de Manuel José en una eventual victoria por 2-1, la tercera consecutiva del Benfica en el torneo.

### Carrera posterior
El 8 de julio de 2011 después de 12 años con el Benfica, Moreira se unió al Swansea City de la Premier League recién ascendido por una tarifa no revelada. Solo hizo una aparición competitiva durante la temporadaen una derrota fuera de casa por 1-3 contra Shrewsbury Town en la segunda ronda de la Copa de la Liga, y su contrato fue rescindido de mutuo acuerdo el 17 de mayo de 2012.
A fines de enero de 2013, Moreira se mudó al AC Omonia de Chipre. Regresó a Portugal en el verano de 2015 a la edad de 33 años, incorporándose al Olhanense, hizo su debut el 12 de septiembre, en un empate 0-0 en casa de Segunda Liga contra el Desportivo Aves.
Moreira regresó a la máxima categoría del fútbol portugués para la campaña 2016-17, tras firmar un contrato de dos años con el Estoril Praia. El 25 de junio de 2018, tras sufrir el descenso, regresó a la segunda división tras pactar un contrato de un año en el Cova da Piedade.
El 28 de julio de 2019, Moreira anunció su retiro a los 37 años.

## Selección nacional
A nivel internacional, Moreira representó a Portugal en los niveles sub-17, sub-18, sub-19, sub-20 y sub-21. Fue elegido por el director técnico del equipo Luiz Felipe Scolari junto a Ricardo Pereira y Quim para la UEFA Euro 2004 que se disputó en casa, pero no participó en el torneo.
En un período de un mes y medio en el verano de 2004, Moreira representó a Portugal en el Campeonato de Europa Sub-21 en Alemania y actuó como suplente en la Eurocopa 2004, antes de un viaje a Atenas para los Juegos Olímpicos de Verano, donde fue titular.
El 12 de agosto de 2009, cinco años después de su selección para la Eurocopa 2004, Moreira finalmente hizo su debut con el equipo completo, jugando 30 minutos en un amistoso ganado a Liechtenstein (3-0).

## Palmarés

### Clubes
Benfica
- Primera Liga: 2004-05
- Copa de Portugal: 2003–04
- Supercopa de Portugal: 2005
- Copa de la Liga de Portugal: 2009–10, 2010–11

### Distinciones individuales
Portugal Sub-18
- Campeonato de Europa Sub-18 de la UEFA: 1999

Portugal Sub-21
- Torneo de Tolón: 2001

Portugal
- Subcampeón del Campeonato de Europa de la UEFA: 2004